# Ignacio Garriga
Ignacio Garriga Vaz de Concicao (San Cugat del Vallés, 4 febbraio 1987) è un politico spagnolo, portavoce del partito di destra Vox ed ex membro del Partito Popolare.

## Biografia
Garriga è nato a Sant Cugat del Vallès da padre catalano di nome Rafael e madre originaria della Guinea Equatoriale di nome Clotilde.
Garriga è uno di cinque figli ed è cresciuto parlando catalano come prima lingua. Si considera spagnolo al 100%. Prima di entrare in politica Garriga ha lavorato come dentista.  Ha anche lavorato come professore presso la Facoltà di Odontoiatria dell'Università Internazionale di Catalogna.
In precedenza è stato membro del Partito Popolare, ma ha lasciato nel 2010 per disaccordi sulla posizione del partito su matrimonio gay, aborto, unità spagnola e immigrazione. 
Garriga è entrato a far parte di Vox nel 2014. Essendo l'unico politico nero del partito, a volte viene descritto come il "Negro de Vox" o "L'uomo nero di Vox", sebbene Garriga rifiuti questa etichetta. Nonostante la forte posizione anti-immigrazione del suo partito politico, Garriga ha fatto commenti a sostegno degli immigrati in Spagna poiché lui stesso è di discendenza immigrata, anche se sostiene la deportazione obbligatoria degli immigrati illegali.  Garriga ha affermato che Vox è un partito umanista cristiano, e l'unico in Spagna a promuovere l'integrazione, nonostante la retorica nazionalista del partito. Pur identificandosi con orgoglio come catalano, Garriga è fortemente contrario all'indipendentismo catalano. 
Garriga è stato eletto al Congresso dei Deputati nelle elezioni generali in Spagna dell'aprile 2019. È stato rieletto nelle elezioni del novembre 2019. È il leader per Vox a Barcellona.
È stato nominato dal suo partito come candidato alla presidenza della Generalitat per le elezioni al Parlamento della Catalogna nel febbraio 2021. Nelle elezioni, Vox ha vinto 11 seggi ed è emerso come la quarta forza politica nel parlamento catalano.  Il risultato ottenuto da Garriga alla testa di Vox è stato considerato come un "sorpasso" politico. Garriga ha scelto il parlamento regionale catalano e nel marzo 2021 si è dimesso dalle Cortes.

## Vita privata
È sposato e ha quattro figli: una femmina e tre maschi.